# اردشیر سکانشاه
اردشیرِ سکانشاه (پارسی میانه: Ardašīr) شاه سیستان در سده سوم میلادی در زمان حکومت اردوان اشکانی و اردشیر و شاپور ساسانی بود. کاخ قلعه خواجه در سیستان سکونت‌گاه و مرکز حکومت او بود.

## زندگی‌نامه
اردشیرِ سکانشاه شاه سکستان (سیستان) بود. سکه‌هایی از او یافته شده که حکومت تقریباً مستقل او را بر سکستان در اواخر حکومت اشکانی به اثبات می‌رساند. این سکه‌های ۴ درهمی که از نوع هندوپارتی است در دسترس سکه‌شناسان بود، اما هیچ‌کدام نامی را که بر روی سکه ضرب شده به درستی نخوانده بودند. سرانجام مک‌داول نشان داد که این سکه‌ها از نوع سکه‌های هندوپارتی است و در اواخر دولت اشکانی و اوایل حکومت اردشیر بابکان ضرب شده‌است. این استدلال از آنجا ناشی می‌شود که تصویر آتشدان موجود بر پشت سکه همانند آتشدان‌هایی است که بر پشت سکه‌های اردشیر یکم یافت می‌شود. بر روی سکه تصویر نیم‌تنه‌ای وجود دارد که مانند تندیس آخرین شاهنشاه اشکانی است. نوشته‌های این سکه به پارتی است و این نشان می‌دهد که در شرق ایران ضرب شده‌است. هنینگ، نام شاه را بر روی سکه به صورت «زیگ» خوانده که در کتیبه کعبه زرتشت نیز از او نام برده شده‌است، اما لوکونین که نمونه سالم‌تری از این سکه را در دست داشته، روی سکه را چنین خوانده‌است: «بغ اردشیر، سکانشاه، ...»
در سال ۲۲۵ میلادی اردشیر بابکان، توانست فرمانروایان مستقل شرق ایران را مطیع خود گرداند و به نظر می‌رسد که اردشیر سکانشاه نیز با قبول شاهنشاهی او توانسته باشد بر تخت حکومت خود بماند. منابع اسلامی دربارهٔ نحوه حرکت و لشکرکشی اردشیر از فارس به سوی شرق هم‌داستان نیستند. به نظر می‌رسد که برخی از شاهان شرق ایران حاضر نبودند شاهنشاهی او را بپذیرند و به همین دلیل طبری، از کشته شدن بسیاری در نواحی شرق ایران خبر می‌دهد که اردشیر سرهای آن‌ها را به آتشکده آناهید فرستاد. احتمال دارد که اردشیر بابکان به جای آن‌ها اقوام خود را بر تخت نشانده باشد، و آن شاهانی که حکومت او را قبول کرده‌اند تاج‌وتخت خود را حفظ کرده‌اند. در سنگ‌نوشته شاپور یکم بر کعبه زرتشت نام شاهانی که در زمان اردشیر بابکان در شرق ایران به او پیوسته‌اند عبارتند از: «سَدارَف، شاه ابرنیک، اردشیر، شاه مرو، اردشیر، شاه کرمان؛ اردشیر سکانشاه»
سنگ‌نوشته شاپور یکم بر کعبه زرتشت با فهرست کسانی که تحت قلمرو شاهِ شاهان اردشیر حکمرانی می‌کنند با چهار حکمران ایرانی شروع می‌کند: «شاه ساتارُپ اپَرینَک (یعنی ناحیه نیشابور)، اردشیر شاه مرو، اردشیر شاه کرمان و اردشیر شاه سَکَس (یعنی سَکَستان، سیستان). یک مبارزه شرقی که گفته می‌شود توسط اردشیر بابکان احتمالاً در ۲۲۵ م شکل گرفته باشد، تا آنجا که گفته می‌شود در شهر مرو، جایی که شاهان شرقی ایران به پیش او آمدند و پیشنهاد سرسپردگی شان را به او دادند. جایگاه تمجید شده شاهان ایرانی شرقی بدینسان به خاطر فرمان برداری از اردشیر به خاندانشان واگذار شد.

## کاخ

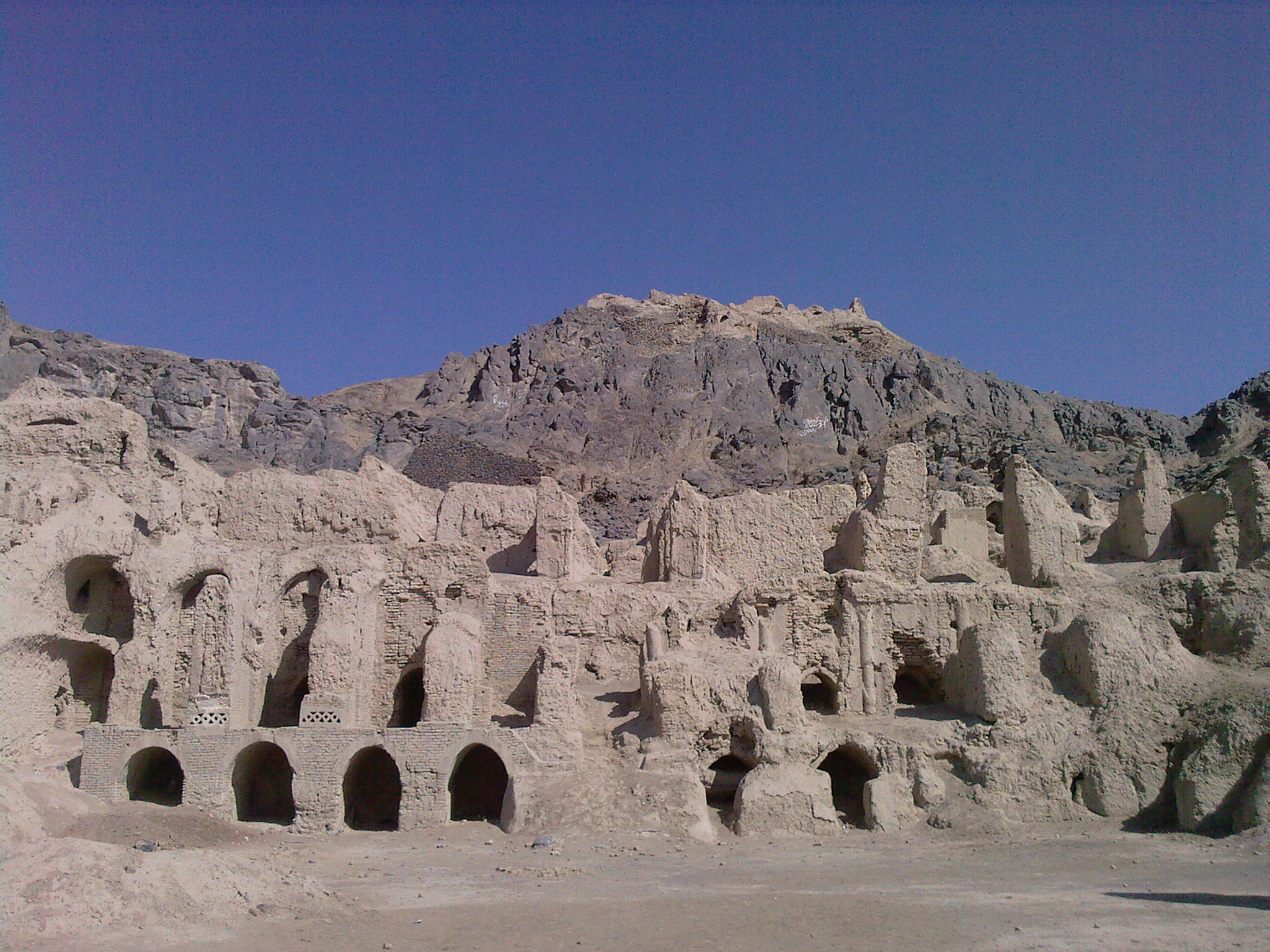
کاخ قلعه خواجه

به نظر هرتسفلد و لوکونین کاخ قلعه خواجه واقع در کوه خواجه محل سکونت و مرکز حکومت سکانشاه بوده‌است. در آغاز هرتسفلد بر این باور بود که تاریخ کوه خواجه به سده یکم میلادی می‌رسد، اما بعد قدمت قشرهایی از این کاخ تا زمان قرن سوم میلادی نیز تخمین زده شد. بر روی یکی از دیوارهای کاخ تصویر تاج‌گذاری یافت می‌شود که شاید بتوان تندیس اردشیر سکانشاه را در آن یافت.